# І
І (minuskel: і) är en bokstav i det kyrilliska alfabetet som liknar den latinska bokstaven ⟨i⟩. Bokstaven används i vitryska, kazakiska och ukrainska där den representerar ljudet /i/ och motsvarar bokstaven ⟨и⟩ som används i ryska och ett flertal andra språk.
I det äldre kyrilliska alfabetet från 800-talet gjordes liten eller ingen skillnad mellan bokstäverna ⟨и⟩ och ⟨і⟩ vilka härstammar från de grekiska bokstäverna ⟨η⟩ (eta) och ⟨ι⟩ (iota). Båda behölls kvar i alfabetet eftersom de representerade olika tal i det kyrilliska talsystemet (åtta respektive tio).
⟨І⟩ användes också i det bulgariska alfabetet innan 1878 och i det ryska alfabetet fram till 1918 då rysk ortografi genomgick en kraftig stavningsreform.